# Birkenöle
Der Name Birkenöl steht für das ätherische Öl der Zucker-Birke (Betula lenta), während das Birkenteeröl aus der Hänge-Birke (B. pendula) und anderen Birkenarten gewonnen wird. In beiden Fällen wird die Baumrinde verwertet. Weiterhin gibt es noch Birkenknospenöl.

## Birkenöl

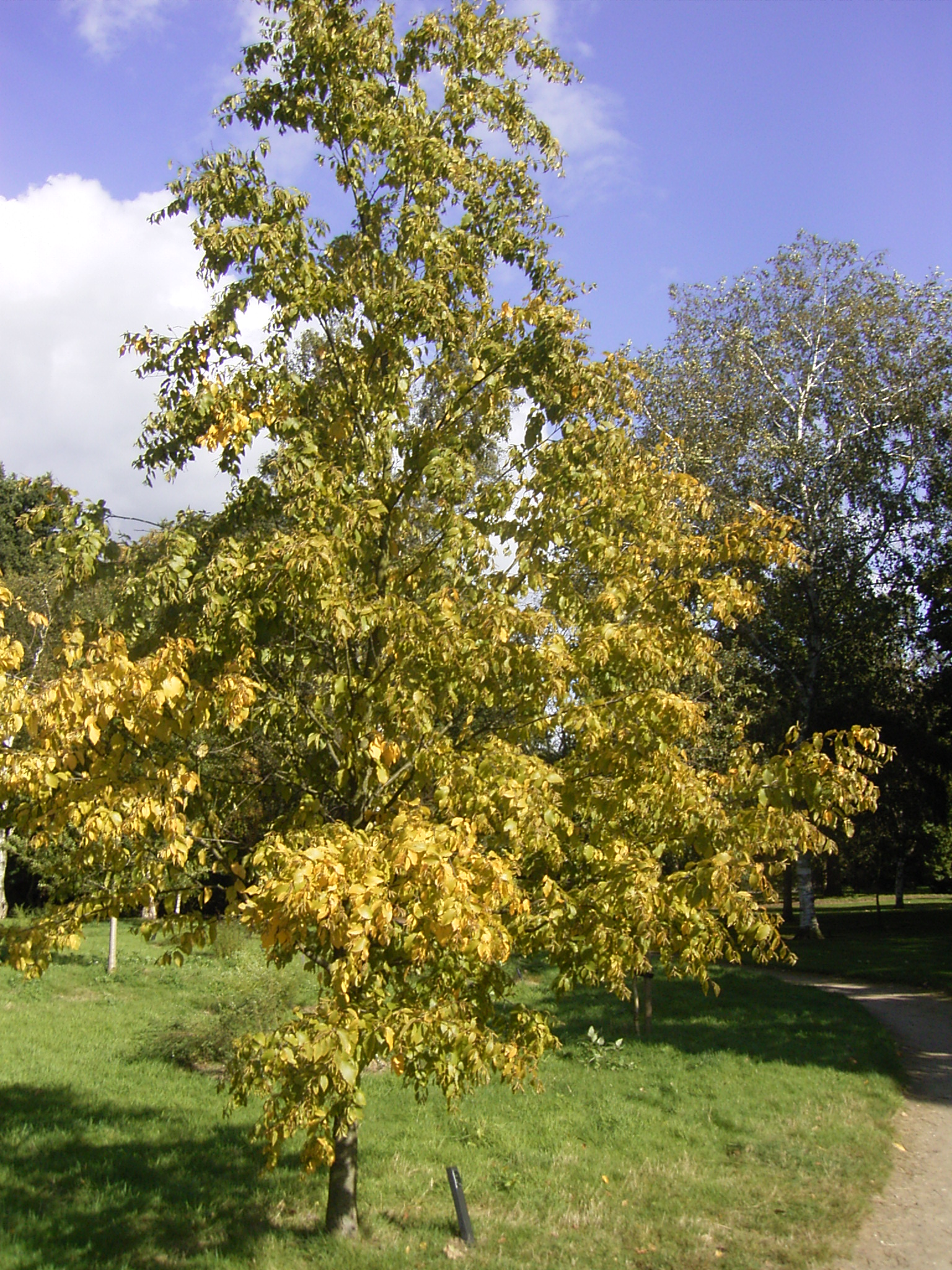
Junge Zucker-Birke

Bei Birkenöl handelt sich um ein klares und leicht gelbliches Öl, das angenehm balsamisch riecht und bis zu 99 % natürliches Methylsalicylat enthält. Die Herstellung erfolgt durch Wasserdampfdestillation der Rinde der Zucker-Birke. Die Dichte liegt zwischen 1,14 und 1,19. Birkenöl wird als Geruchsstoff in der Parfümindustrie und zum Überdecken unangenehmer Gerüche verwendet.

## Birkenteeröl

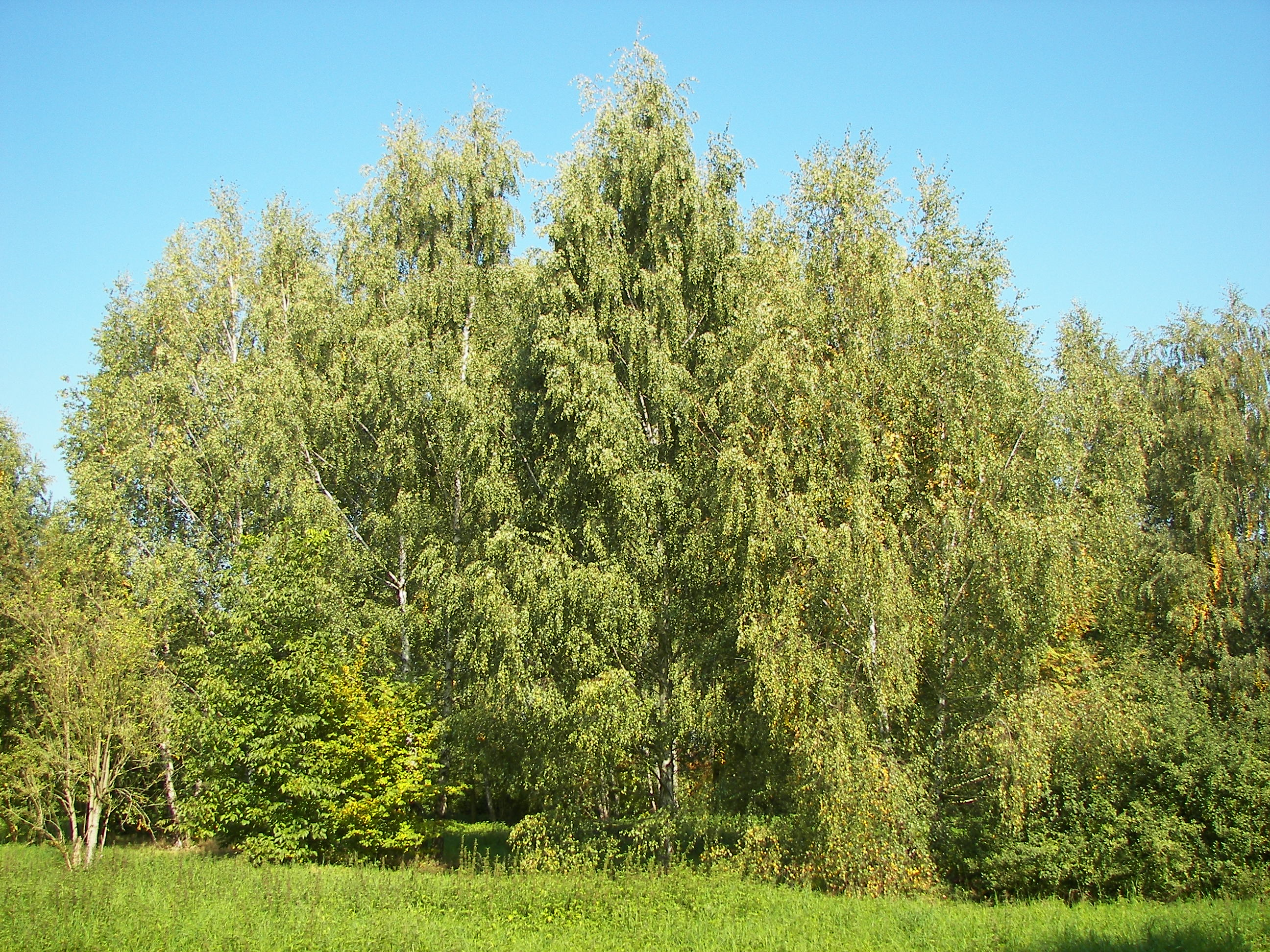
Hängebirkenwäldchen im Arboretum Main-Taunus, Eschborn

Birkenteeröl (schwarzes Birkenöl, Russisch-Leder-Öl) ist eine dunkelbraune Flüssigkeit mit rauchig-verbranntem Holzgeruch. Sie wird aus Birkenteer, der Vorstufe von Birkenpech aus der Hänge-Birke, abdestilliert, und ist damit strenggenommen kein ätherisches Öl. Der Gehalt in Bezug auf die Rinde beträgt 0,4 bis 0,5 Prozent. Die Dichte beträgt zwischen 1,13 und 1,35 g/cm3 und der Siedepunkt liegt bei 175 °C. Die Hauptverwendung ist als Parfumbestandteil und Desinfektionsmittel. Traditionell wird damit in Russland Juchtenleder behandelt. Die Hauptinhaltsstoffe sind Phenol, Kresol, Xylenol, Guajacol, Brenzcatechin und Betulin.

## Birkenknospenöl
Birkenknospenöl ist eine schwach gelbliche bis gelbe viskose Flüssigkeit mit balsamischem Geruch. Es wird in Nordeuropa aus den Blattknospen der Hänge-Birke mit Ausbeuten zwischen 3,5 und 8 Prozent der Trockenmasse gewonnen. Birkenknospenöl enthält Caryophyllen, Betulin und andere Terpene. Auf die ersten beiden Inhaltsstoffe sind etwaige medizinische Wirkungen zurückzuführen.